# Gerbillus garamantis
Il gerbillo algerino (Gerbillus garamantis) è una specie di gerbillo diffusa principalmente in Algeria.